# زنبق ژونگدی
زنبق ژونگدی (نام علمی: Iris subdichotoma) نام یک گونه از سرده زنبق است.